# Überkritisches Kohlenstoffdioxid

Phasendiagramm von Kohlenstoffdioxid (nicht maßstabstreu)

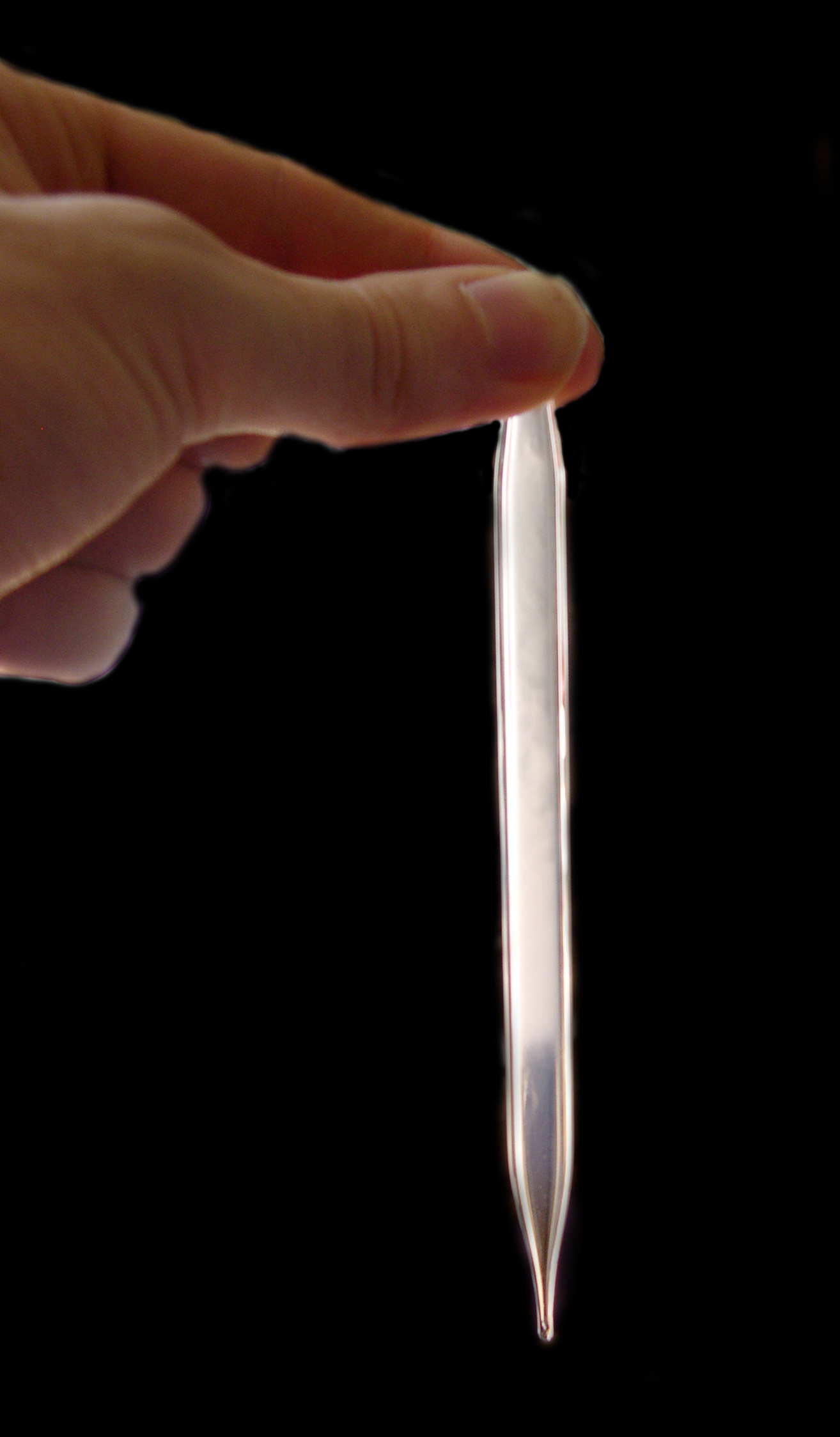
Kohlenstoffdioxid am kritischen Punkt

Überkritisches Kohlenstoffdioxid (auch superkritisches Kohlenstoffdioxid oder scCO2, von englisch supercritical) ist Kohlenstoffdioxid in einem fluiden Zustand über seiner kritischen Temperatur und seinem kritischen Druck.

## Eigenschaften
Überkritisches CO2 (scCO2) zeichnet sich durch gute Lösungs- und Transporteigenschaften aus, die sich durch Variation von Druck und Temperatur im überkritischen Zustand verändern lassen. Dafür muss der kritische Punkt überschritten werden. Überkritische Fluide vereinigen die Vorteile der flüssigen und gasförmigen Phasen – eine hohe Dichte, (ähnlich einer Flüssigkeit) eine geringe dynamische Viskosität und einen hohen Diffusionskoeffizienten.
Überkritisches CO2 entsteht, wenn Druck und Temperatur über dem kritischen Punkt Pc für Kohlenstoffdioxid liegen, also bei einer Temperatur von mehr als 304,13 K (30,980 °C) und bei einem Druck von über 7,375 MPa (73,75 bar). Die kritische Dichte beträgt etwa 0,464 g/cm³. Das kritische molare Volumen beträgt 94 cm3·mol−1.
Die Lösungsmitteleigenschaften hängen stark von der Dichte ab, die sich in einem relativ weiten Bereich einstellen lässt. Eine höhere Dichte erhöht dabei die Löslichkeit der meisten Stoffe.

## Verwendung
Durch die leichte Verfügbarkeit, die relative Ungiftigkeit und die leichte Abtrennung von den gelösten Stoffen ist überkritisches Kohlenstoffdioxid ein vielversprechendes Lösungsmittel für vielfältige Anwendungen. Nachteilig sind der hohe benötigte Druck, die unterschiedlichen Eigenschaften von gasförmigem und überkritischem CO2, sowie Korrosionsprobleme, welche Herausforderungen an die Materialwissenschaft stellen.
Überkritisches Kohlenstoffdioxid ist dank seiner Fließfähigkeit eine überaus agile Substanz. Dadurch kann es in andere Stoffe eindringen und wird in der Industrie als Extraktionsmittel bzw. Destraktionsmittel genutzt. Im Druckbereich bis 300 bar sind hierbei lipophile Stoffe bis zu einer Molmasse von 300 bis 400 g/mol (z. B. Kohlenwasserstoffe, Ether, Ester, Ketone) leicht extrahierbar. Eine wirtschaftlich wichtiges Einsatzgebiet ist die Entkoffeinierung von Kaffee. Der Prozessfortschritt kann dabei zum Beispiel on-line mittels NIR-Techniken verfolgt werden. Im Jahr 2007 wurden bereits ein Fünftel aller entkoffeinierten Kaffees durch Extraktion mit überkritischem Kohlenstoffdioxid hergestellt. Es wird aber auch für eine Vielzahl anderer industrieller Prozesse als Aufschäummittel, Kühlmittel und Lösungsmittel genutzt.
Im Gegensatz zu vielen anderen unpolaren Lösungsmitteln ist CO2 ungiftig und kann durch entsprechende Verringerung des Drucks rückstandsfrei vom extrahierten Produkt entfernt werden. Die Freisetzung in die Umwelt – durch Leckagen oder als standardmäßiger Teil des Verfahrens – ist unbedenklich, gegenüber Lösungsmitteln wie z. B. Benzol, Dichlormethan oder Hexan, welche daher in einigen Verwendungsgebieten zunehmend durch überkritisches CO2 verdrängt werden.
Nicht extrahierbar sind dagegen polare Substanzen, z. B. Zucker, Glykoside, Aminosäuren, Lecithine und polymere Verbindungen (Proteine, Cellulose, Polyterpene, Kunststoffe).
Mit überkritischem CO2 lassen sich organische Präparate sehr schonend trocknen (z. B. für die Rasterelektronenmikroskopie). Dabei werden die Proben erst vernetzt, das Wasser stufenweise gegen ein Lösemittel ausgetauscht (meist Aceton) und das Aceton mit überkritischem CO2 ausgetragen. Durch diese Vorgehensweise bleiben die Strukturen weitestgehend erhalten und es treten nur wenige Artefakte auf. Das Verfahren wird Kritischer-Punkt-Trocknung oder Überkritische Trocknung genannt.
Neuere Studien haben gezeigt, dass überkritisches Kohlenstoffdioxid eine effektive Alternative für die Sterilisation von biologischem Material und medizinischen Instrumenten ist. Der Prozess läuft unter milden Bedingungen ab und erhält die Morphologie und das Proteinprofil von Totimpfstoffen. Im Labormaßstab wurde überkritisches Kohlenstoffdioxid als Extraktionsmittel bei der Bestimmung von polycyclischen aromatischen Kohlenwasserstoffen in Böden und festen Abfällen sowie der Bestimmung von extrahierbaren Kohlenwasserstoffen in Sedimenten, Flugasche, Wasser und anderen Medien verwendet.
Seit über 30 Jahren findet es Verwendung bei der Ölexploration durch Enhanced Oil Recovery, da mit überkritischem Kohlenstoffdioxid der Austrag von Öl aus Lagerstätten deutlich gesteigert werden kann. Auch bei der angedachten Verbringung von Kohlenstoffdioxid in den Untergrund (Sequestration) wird das injizierte Gas auf Grund der Druck- und Temperaturbedingungen in vielen Fällen dort im überkritischen Zustand vorliegen.
Auch in Bereichen von aktiven Vulkanen muss davon ausgegangen werden, dass Kohlenstoffdioxid in Tiefen von 1 km oder mehr im überkritischen Zustand vorliegt. Eine Verwendung von überkritischem Kohlenstoffdioxid ist denkbar bei der geothermischen Nutzung von trockenen Gesteinen in Tiefen ab 4 km. Hier hat überkritisches Kohlenstoffdioxid gegenüber Wasser Vorteile, die insgesamt eine um 30 % bessere Energiebilanz bedingen.
Seit dem Jahr 2006 wird auch überkritisches Kohlendioxid in kommerziellen Reinigungen für Privatkunden verwendet, die Anzahl der Annahmestellen war Ende des Jahres 2007 jedoch auf wenige Dutzend in ganz Deutschland begrenzt. Weil das Lösemittel Kohlendioxid eine deutlich umweltfreundlichere chemische Reinigung ermöglicht, gibt es dafür den Blauen Engel (Jury Umweltzeichen, RAL-UZ 126).
Laut der Fachzeitschrift Industrial & Engineering Chemistry Research hat der an der Brown University, USA, unterrichtende Physiker Nabil Lawandy ein Patent auf die Reinigung von Geldscheinen mit überkritischem Kohlenstoffdioxid zur Weiterverwendung der Scheine, anstelle deren Vernichtung durch Schreddern. Zwei G-8-Zentralbanken würden derzeit (2014) beginnen, das System zu testen.
Ein weiterer Ansatz ist die Verwendung als Medium in Turbinen zur Stromspeicherung und -erzeugung.
Überkritisches Kohlendioxid ist ebenfalls in der Diskussion als Kühlmittel für Kernkraftwerke der vierten Generation. Vorteil gegenüber Leichtwasserreaktoren ist hierbei die höhere erreichbare Temperatur und damit ein besserer Carnot-Wirkungsgrad bzw. die Möglichkeit, Prozesswärme höherer Temperatur bereitzustellen. Nachteilig sind hingegen die Anforderungen an das Material aufgrund Druck und Temperatur und mögliche Korrosionsprobleme.

## Einsatz in der Analytik
Überkritisches Kohlenstoffdioxid wird in der überkritischen Fluidchromatographie als mobile Phase eingesetzt.